# Henryk Kondas
Henryk Kondas ps. „Morus” (ur. 10 lipca 1927 w Bodziejowicach, zm. 30 czerwca 1998 w Bydgoszczy) – generał brygady Wojska Polskiego.

## Życiorys
W czasie drugiej wojny światowej członek PPR (od sierpnia 1943), od stycznia 1944 żołnierz Armii Ludowej (łącznik).
Po wojnie uczył się w gimnazjach w Szczekocinach i Będzinie, w którym był przewodniczącym ZWM. Od czerwca 1946 był kancelistą w Komitecie Powiatowym PPR w Zawierciu.
Od jesieni 1947 służył w ludowym WP, podchorąży w Oficerskiej Szkole Polityczno-Wychowawczej w Łodzi, następnie w Oficerskiej Szkole Piechoty nr 2 w Jeleniej Górze, którą ukończył w 1950 ze stopniem podporucznika piechoty. Od wiosny 1951 sekretarz Komitetu POP PZPR 1 batalionu szkolnego, od jesieni 1951 starszy instruktor organizacji partyjnej Wydziału Politycznego szkoły piechoty. W latach 1952–1955 studiował w Akademii Wojskowo-Politycznej w Warszawie, potem był szefem wydziału politycznego polskiej delegacji Komisji Nadzorczej Państw Neutralnych w Korei (1955-1956).
Od lipca 1956 starszy instruktor oddziału I Zarządu Politycznego Śląskiego Okręgu Wojskowego we Wrocławiu. W 1957 zdał maturę we wrocławskim liceum ogólnokształcącym, a w latach 1959–1960 w ramach praktyki liniowej był zastępcą dowódcy 93 Pułku Artylerii Przeciwlotniczej ds. liniowych we Wrocławiu-Leśnicy. Od 1962 był zastępcą dowódcy 18 Brygady Artylerii w Bolesławcu do spraw politycznych. W latach 1962–1968 studiował w systemie zaocznym na Wydziale Historyczno-Politycznym Wojskowej Akademii Politycznej w Warszawie. Studia ukończył w październiku 1968 z oceną bardzo dobrą i dyplomem magistra historii.
Od 31 marca 1969 zastępca sekretarza Komitetu PZPR Śląskiego Okręgu Wojskowego i przewodniczący Komisji Kontroli Partyjnej tego okręgu, a także członek Wojewódzkiej Komisji Kontroli Partyjnej we Wrocławiu. Od marca 1973 sekretarz Komitetu PZPR – zastępca szefa Zarządu Politycznego Śląskiego Okręgu Wojskowego. W 1975 przebywał na kursie dla pracowników aparatu partyjnego PZPR przy Wyższej Szkole Komitetu Centralnego KPZR im. Lenina w Moskwie.
Od stycznia 1976 do lutego 1987 zastępca dowódcy Pomorskiego Okręgu Wojskowego w Bydgoszczy ds. politycznych – szef Zarządu Politycznego tego okręgu. Równocześnie był od 1978 członkiem Komitetu Wojewódzkiego, a od 1981 członkiem Egzekutywy Komitetu Wojewódzkiego PZPR w Bydgoszczy.

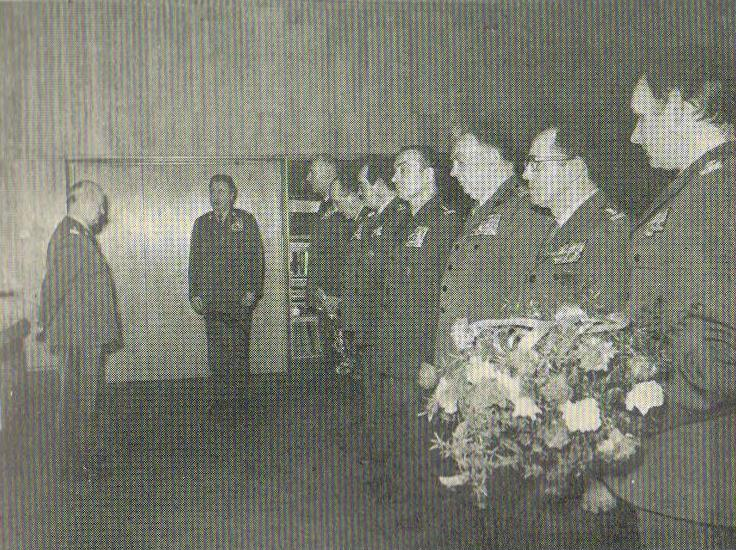
60-lecie urodzin gen. broni dr Józefa Baryły – życzenia od podwładnych z aparatu politycznego WP, przemawia I zastępca szefa GZP WP gen. dyw. dr Tadeusz Szaciło, obok stoją (od lewej): gen. dyw. Władysław Polański – komendant WAP, gen. bryg. Albin Żyto – zastępca szefa GZP WP, gen. bryg. Henryk Kondas - zastępca dowódcy POW ds. politycznych, płk Stefan Rutkowski – przewodniczący Komisji Kontroli Partyjnej WP, płk Leon Morawski – szef Zarządu Wydawnictw, Drukarń i Zaopatrzenia GZP WP; Warszawa 21 listopada 1984

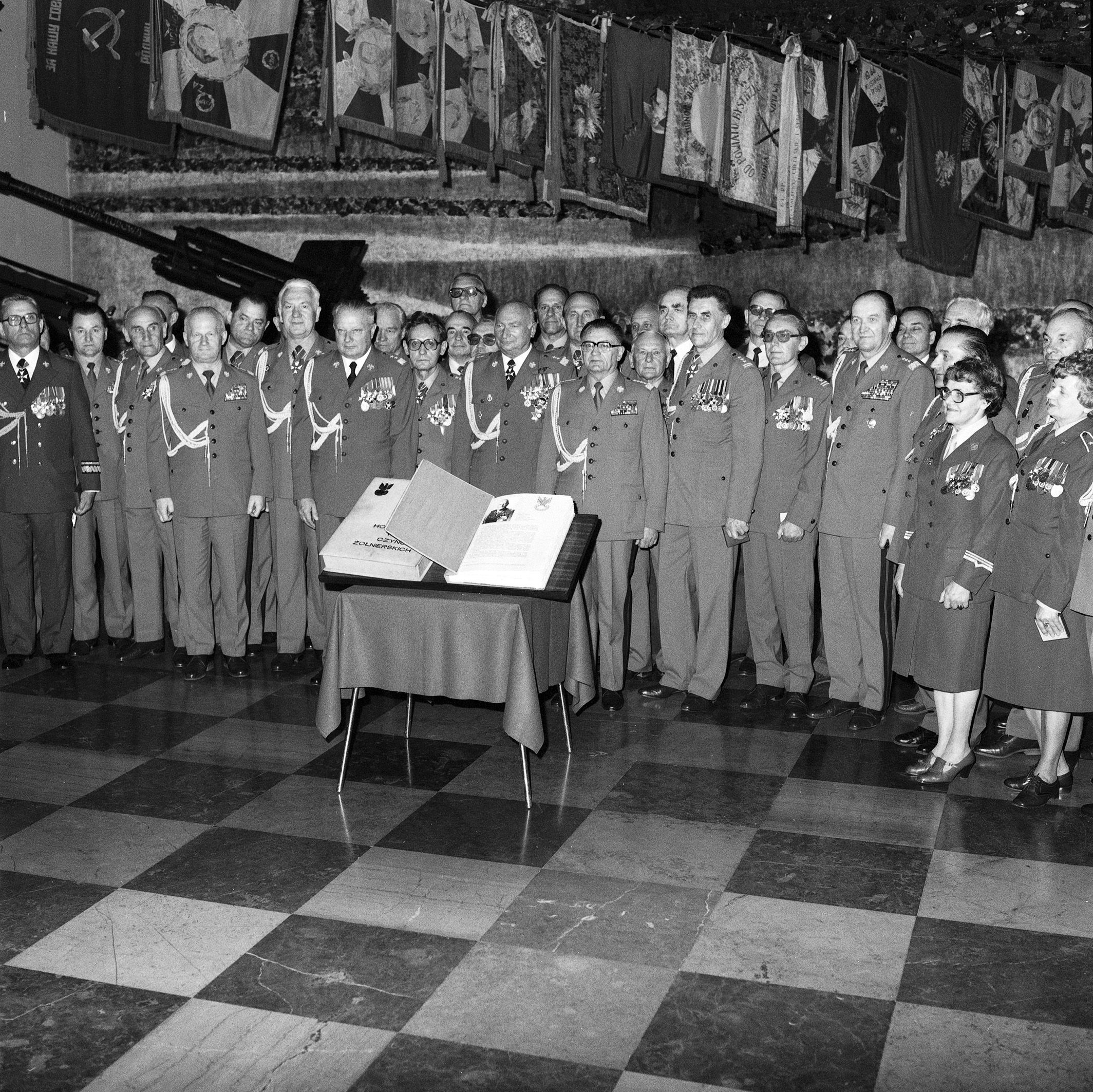
Spotkanie kierownictwa MON ze wszystkimi generałami, oficerami i żołnierzami WP wpisanymi do Honorowej Księgi Czynów Żołnierskich od czasu jej ustanowienia z okazji 40-lecia Zwycięstwa, Sala Zwycięstwa Muzeum Wojska Polskiego, 9 maja 1985 r. Od lewej: kontradmirał Aleksy Parol, gen. broni Józef Użycki, gen. bryg. Marian Pasternak, gen. broni Józef Baryła, gen. bryg. Henryk Kondas, gen. bryg. Władysław Jura, gen. dyw. Wiesław Wojciechowski, NN, gen. dyw. pil. Roman Paszkowski, gen. armii Florian Siwicki, płk Henryk Gradzik, płk Roman Leś, płk Tadeusz Bieniasz, NN, gen. broni Mieczysław Obiedziński, płk Stefan Rutkowski, płk prof. Stanisław Barański i inni

5 października 1978 na mocy uchwały Rady Państwa PRL mianowany generałem brygady; nominację wręczył mu w Belwederze przewodniczący Rady Państwa prof. Henryk Jabłoński. Od lutego 1980 członek, a od lipca 1981 członek Prezydium Centralnej Komisji Kontroli Partyjnej PZPR, a od listopada 1986 przewodniczący Komisji Kontrolno-Rewizyjnej PZPR WP. W grudniu 1985 wszedł w skład Zespołu do przygotowania projektu "Programu PZPR" na X Zjazd PZPR, który odbył się w lipcu 1986.
Był wyróżniany za wkład w przygotowanie i przeprowadzenie ćwiczeń „Lato-74”, „Braterstwo Broni-80" i „Wiosna-80”.
W sierpniu 1990 zwolniony ze służby z powodu osiągnięcia granicy wieku w posiadanym stopniu i nabycia praw emerytalnych, przeniesiony w stan spoczynku z dniem 27 listopada 1990.

## Awanse
W trakcie wieloletniej służby w ludowym Wojsku Polskim otrzymywał awanse na kolejne stopnie wojskowe:
- podporucznik – 6 maja 1950
- porucznik – 29 grudnia 1952
- kapitan – 8 października 1954
- major – 1 października 1958
- podpułkownik – 25 września 1962
- pułkownik – 7 października 1968
- generał brygady – 5 października 1978

## Życie prywatne
Był synem Józefa, rolnika i Karoliny z domu Paluch (zm. 1941). Mieszkał w Bydgoszczy. Od 1951 był żonaty z Teresą Kondas z domu Andrzejewską (ur. 1932). Małżeństwo miało dwie córki i syna.

## Odznaczenia i wyróżnienia
- Order Sztandaru Pracy II klasy (1985)
- Krzyż Komandorski Orderu Odrodzenia Polski (1977)
- Krzyż Kawalerski Orderu Odrodzenia Polski (1970)
- Złoty Krzyż Zasługi (1963)
- Krzyż Partyzancki (1958)
- Medal 10-lecia Polski Ludowej
- Medal 30-lecia Polski Ludowej
- Medal 40-lecia Polski Ludowej
- Złoty Medal „Siły Zbrojne w Służbie Ojczyzny” (1970)
- Srebrny Medal Siły Zbrojne w Służbie Ojczyzny
- Brązowy Medal Siły Zbrojne w Służbie Ojczyzny
- Złoty Medal „Za zasługi dla obronności kraju” (1973)
- Srebrny Medal „Za zasługi dla obronności kraju”
- Brązowy Medal „Za zasługi dla obronności kraju”
- Medal im. Ludwika Waryńskiego (1988)[5]
- Honorowa Odznaka Miasta Łodzi (1980)[6]
- Odznaka honorowa „Zasłużonym Ziemi Gdańskiej” (1981)[7]
- Odznaka honorowa „Za zasługi dla województwa elbląskiego” (1980)[8]
- Medal „Za zasługi dla Pomorskiego Okręgu Wojskowego”
- Medal 30 Lat Zwycięstwa nad Faszyzmem (Jugosławia) (1975)
- Medal 30-lecia Rewolucyjnych Sił Zbrojnych Kuby (Kuba) (1987)
- Wpis do Honorowej Księgi Czynów Żołnierskich (październik 1983)
- i inne